# Graf von Henneberg Porzellan Ilmenau

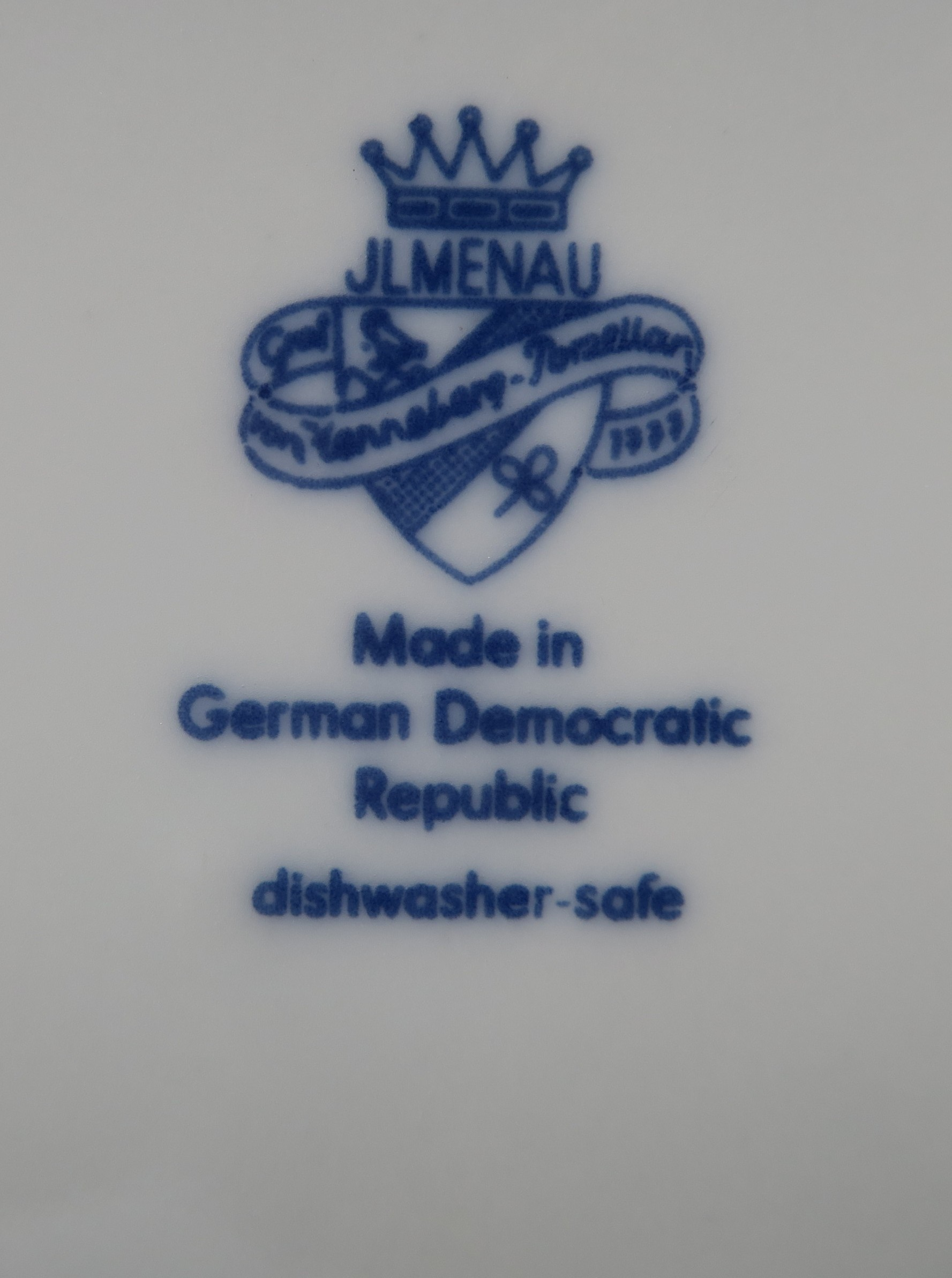
Porzellanmarke, die zwischen 1983 und 1989 vom Neuen Porzellanwerk Ilmenau verwendet wurde. Sie unterscheidet sich von älteren Marken der Ilmenauer Porzellanmanufaktur durch die Farbe Blau statt Grün.

Graf von Henneberg Porzellan war ein Hersteller von Haushaltsporzellan, gegründet 1777 in Ilmenau, Thüringen. Die Namensgebung nahm eine Anleihe bei den Grafen von Henneberg, zu deren Grafschaft Henneberg Ilmenau im Mittelalter gehört hatte. Zum Gründungszeitpunkt war das Adelshaus bereits 150 Jahre erloschen.

## Geschichte

### Ab 1777
Der aus Großbreitenbach stammende und bereits porzellankundige Christian Zacharias Gräbner erlangte am 8. Juli 1777 von seinem noch jungen Landesherrn, Herzog Carl August von Sachsen-Weimar-Eisenach (1757–1828), die Konzession zur Errichtung einer Manufaktur für Porzellanwaren in Ilmenau und gründete damit die älteste derartige Ilmenauer Fabrik. Obwohl anfangs günstige Bedingungen zur Fabrikation bestanden – so hatte der Fürst beispielsweise Kapital vorgestreckt – gelang es Gräbner nicht, das Unternehmen betriebswirtschaftlich erfolgreich zu führen. Nachdem Gräbner zu einer Reise nach Russland aufgebrochen war, übernahm zwecks Sicherung der vom Herzog verauslagten Gelder der Herzogliche Rat und Geheime Sekretär Friedrich Justin Bertuch die Verwaltung der Manufaktur. 1783 verließ Gräbner ein weiteres Mal Ilmenau, um in Reval mit aus Thüringen abgeworbenen Glasmachern und -malern ebenfalls unternehmerisch tätig zu werden. Dennoch konnte er die vom Herzog zurückgeforderten 2.000 Taler nicht aufbringen, sodass der Landesherr am 22. Juli 1786 die Ilmenauer Porzellanfabrik zur Versteigerung ausrufen ließ – und sie schließlich selbst für 6.000 Taler erwarb. In der Folge wurde das Unternehmen für 6 Jahre an Johann Gotthelf Greiner verpachtet, den Besitzer der Porzellanmanufaktur Limbach.

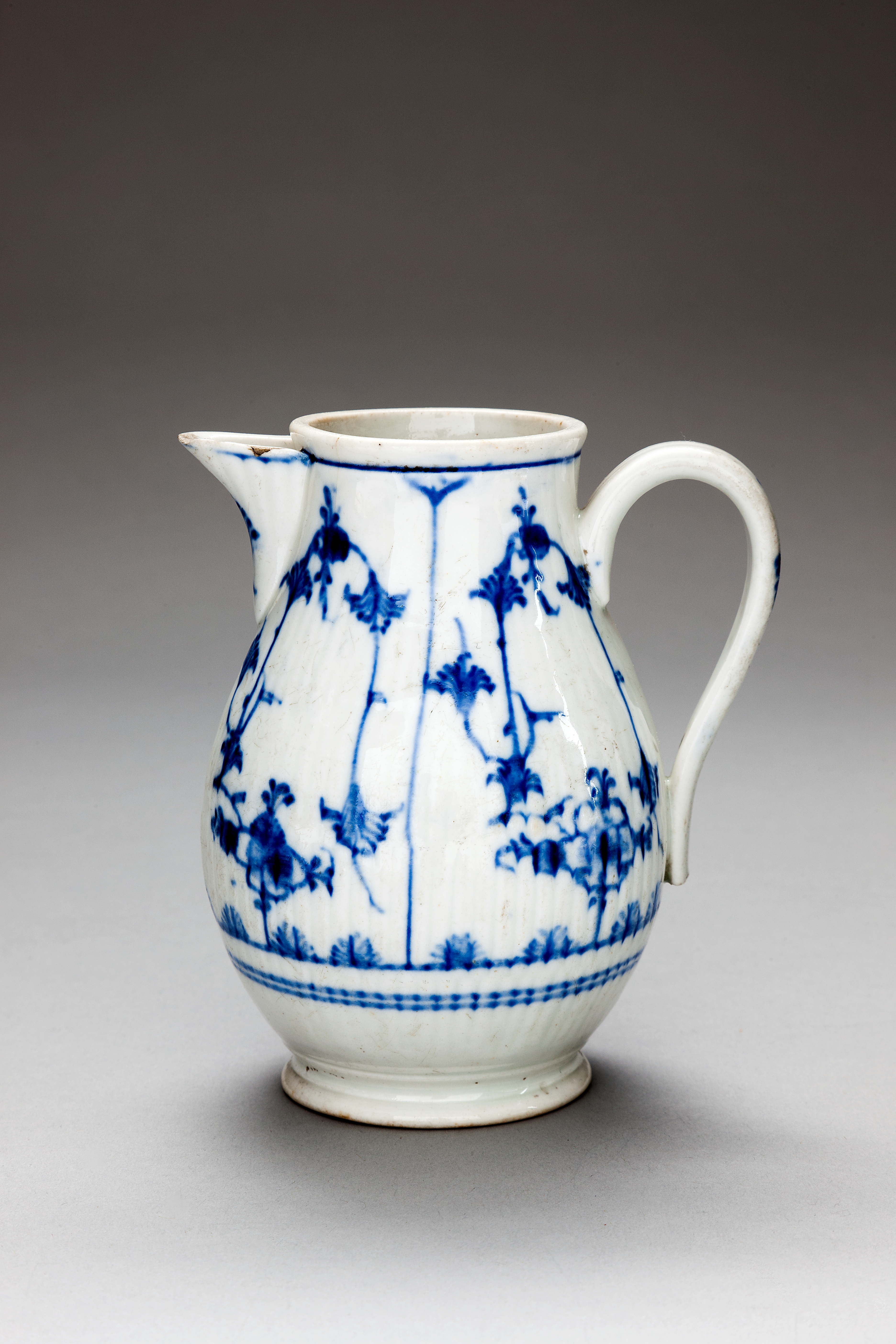
Bauchige Kanne mit frühem Strohblumenmuster aus der Zeit von 1786 bis 1792 unter Johann Gotthelf Greiner;
Exponat vom Hallwyl Museum, Stockholm;
Hallwyl Museum / Jens Mohr, CC BY-SA

Um 1800: Kaffeekanne in Formen des Klassizismus; Glasmalerei mit Bezug zur Antike

Tasse und Untertasse mit fein gemalten Ortsansichten, geschwungener Formen

Ähnliche Porzellanmalerei auf streng klassizistischen Formen

Greiner verwendete anfänglich das im Nachbarort Steinheid abgebaute Kaolin, wodurch er zwar Einfuhrzölle vermied, jedoch mit minderer Qualität des Rohstoffes vorliebnehmen musste. Erst nachdem er das aus Böhmen in den Gruben von Zettlitz geschürfte Kaolin über die damaligen Landesgrenzen importierte, stellte sich der gewünschte Erfolg ein. Nach dem Ablauf der Pachtzeit von sechs Jahren wurde Greiners Vertrag auf dessen eigenen Wunsch hin nicht verlängert.

### Ab 1792: Christian Nonne
So pachteten ab 1792 nun Christian Nonne († 1813), der aus Erfurt stammende Kaufmann und zuvor erfolgreiche Pächter der in Volkstedt betriebenen, späteren Aeltesten Volkstedter Porzellanmanufaktur, sowie dessen Schwiegersohn Ernst Carl Rösch († um 1836) das herzogliche Unternehmen und brachten es zur wirtschaftlichen Blüte: Unter ihnen wurde ein reichhaltiges „[...] Repertoire an Kaffee-, Tee- und Schokoladenservice[n], Platten, Tellern, Schalen, Pfeifenköpfen, Nadeldosen, Stockgriffen und anderen Gebrauchsgegenständen“ und beispielsweise in die Niederlande, Polen, Russland oder die Türkei exportiert. Nach und nach wurden etwa die traditionell „[...] bauchigen Kannen mit Strohhalmdekor“ durch zeitgemäß klassizistische Formen ersetzt. Um die Wende zum 19. Jahrhundert produzierte die Ilmenauer Manufaktur nun auch blau-weiße Medaillons nach Art der englischen Jasperware im Stil des Josiah Wedgwood: Das Porzellan wurde nun mit Szenen der Antike verziert, mit Motiven des Christentums oder auch mit Porträts.
1808 kaufte Christian Nonne das nun nach ihm benannte Unternehmen, das nach der Aufnahme seines Schwiegersohns Ernst Karl Roesch als Partner als Nonne & Roesch firmierte.

### Ab 1813: Ilmenauer Porzellanfabrik

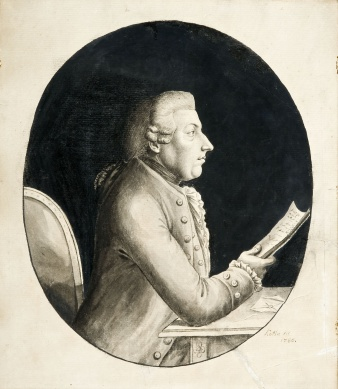
Bildnis des Kaufmanns Christian Nonne;
Tuschzeichnung von Franz Kotta, 1785, im Besitz des Angermuseums in Erfurt

Nach dem Tod Nonnes übernahm Rösch 1813 die alleinige Leitung der gepachteten Manufaktur, die seitdem als Ilmenauer Porzellanfabrik firmierte.
Zunächst erfolgreich, setzte in den 1820er Jahren ein allmählicher Niedergang des Betriebes ein. Nach Röschs Tod übergab dessen Witwe Friederike das Unternehmen 1836 an ihren Sohn Christian, der den zwei Jahre später erklärten Konkurs jedoch nicht mehr verhindern konnte.
In der Folgezeit und bis in das Jahr der Ausrufung des Deutschen Kaiserreichs wurde die Porzellanmanufaktur von verschiedenen Pächtern geleitet – bis zur Zwangsversteigerung 1871 durch den Bankier Hermann Stürcke. Die anschließende Umwandlung in eine Aktiengesellschaft (AG) brachte nun wieder einen starken Aufschwung; insbesondere die gegen Ende des 19. Jahrhunderts mit Blumenmalerei verzierten Tassen und Gegenstände fanden großen Absatz. Der nunmehr zur Fabrik umgewandelte Porzellanhersteller meldete noch während der Kaiserzeit mehrere Patente für Herstellungsverfahren an wie etwa „[...] die Herstellung erzartiger Überzüge, Reliefvergoldungen und die Erzeugung von Mattgold und Mattlüster auf Porzellan“.
Während des Ersten Weltkrieges sowie in der Weltwirtschaftskrise brach auch der Umsatz der Ilmenauer Fabrik ein, es kam zeitweilig zu Kurzarbeit und sogar Stilllegungen. Erst nach der Umstellung der Schwerpunkte von preiswerter Export- hin zu Qualitätsware brachte eine Trendwende. In der Zeit des Nationalsozialismus führte die AG ab 1935 den Markennamen „Graf von Henneberg“ ein und erzielte ab 1936 wieder Gewinne.
Nach dem Zweiten Weltkrieg musste die Ilmenauer Porzellanfabrik anfangs nahezu ausschließlich für Reparationen an die Sowjetunion produzieren.

### Ab 1973: KombinatGraf von Henneberg
In Ilmenau existierten bis 1973 weitere Porzellanmanufakturen, zum Beispiel Metzler & Ortloff und Galluba & Hofmann. Alle Ilmenauer Porzellanfabriken wurden 1973 zum Neuen Porzellanwerk Ilmenau (NPI) im Eichicht zusammengefasst. Es produzierte unter dem Namen Graf von Henneberg. Ab 1979 gehörte die Ilmenauer Porzellanfertigung zum neu gegründeten VEB Kombinat Feinkeramik Kahla. 1980 arbeiteten über 3.000 Mitarbeiter im NPI.
Nach der Wende 1990 kam es zu Privatisierungen, in deren Folge die meisten bisherigen Arbeitnehmer entlassen wurden. Nun wurde die Stadt Ilmenau und ihre Einwohner mit einem grundlegenden Strukturwandel konfrontiert. 2002 musste die 1777 begonnene Produktion endgültig eingestellt werden.
Unter der Marke Graf von Henneberg begann später die Produktion verschiedener Serien von Haushalts- und Hotelgeschirr in Triptis durch die dortige Neue Porzellanfabrik Triptis. Die 2002 von Heike Simon gegründete Firma Hero Design hatte sich hingegen „[...] auf den Vertrieb von "Graf von Henneberg Porzellan" spezialisiert“ und warb auf ihrer Webseite: „Wir sind der privatisierte Werksverkauf von Graf von Henneberg“. Der Werksverkauf schloss am 28. September 2018.
Das Gelände des Porzellanwerks mit einer Fläche von rund 120.000 Quadratmetern stand nach der Einstellung der Porzellanproduktion größtenteils leer und wurde nur teilweise durch weitervermietete Büro- und Lagerflächen nachgenutzt. Im Frühjahr 2022 wurde das Gelände an einen Projektentwickler veräußert, der auf diesem „Industrie-, Logistik-, Büro-, Labor- und Gewerbeflächen“ ansiedeln möchte.

### Hero Design
Kurz nach der Jahrtausendwende wurde eine neue Produktion mit etwa 50 Mitarbeitern auf dem alten Werksgelände aufgenommen. Hero Design führte die Marke Graf von Henneberg weiter. Der Werksverkauf handelte auch Stücke aus den Beständen vor 2002.
Aktuell (Stand 2023) gehört die Marke zum Portfolio des Unternehmens Eschenbach Porzellan.

## Ansichten nach 1970

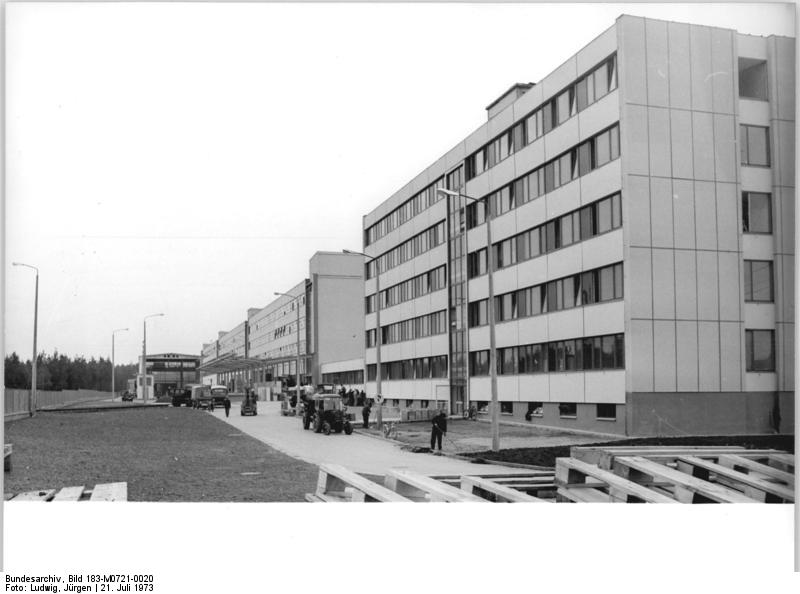
Porzellanwerk 1973
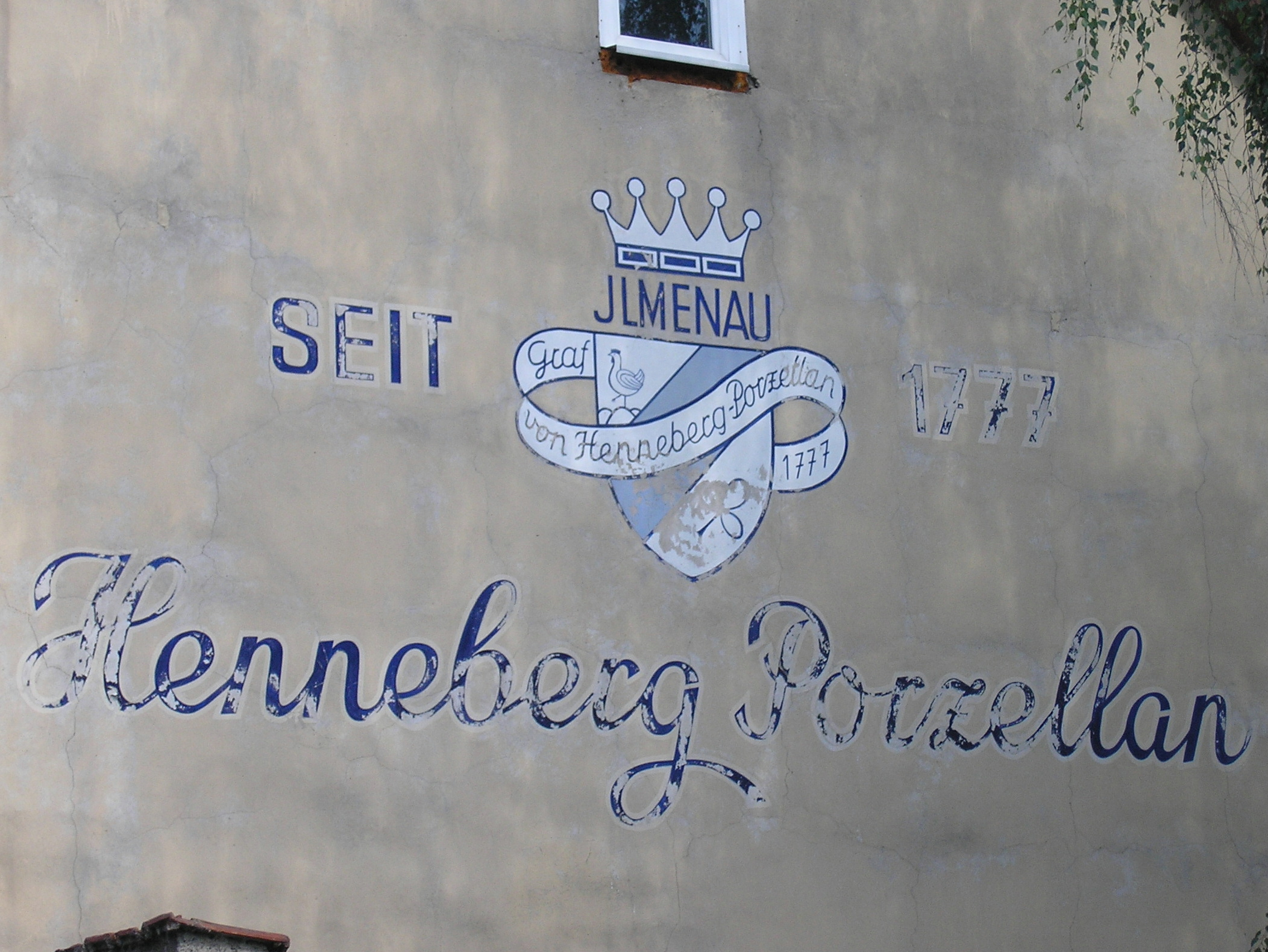
Firmenlogo zu DDR-Zeiten
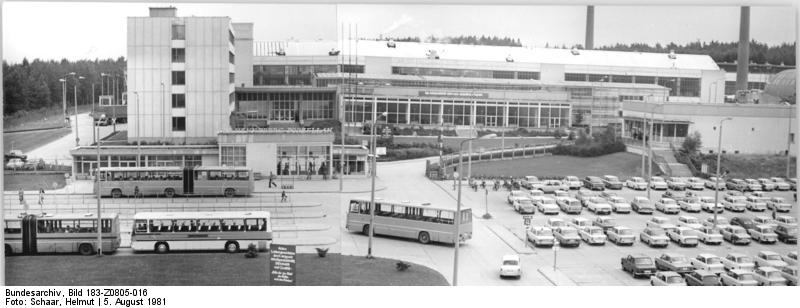
Gesamtansicht 1981
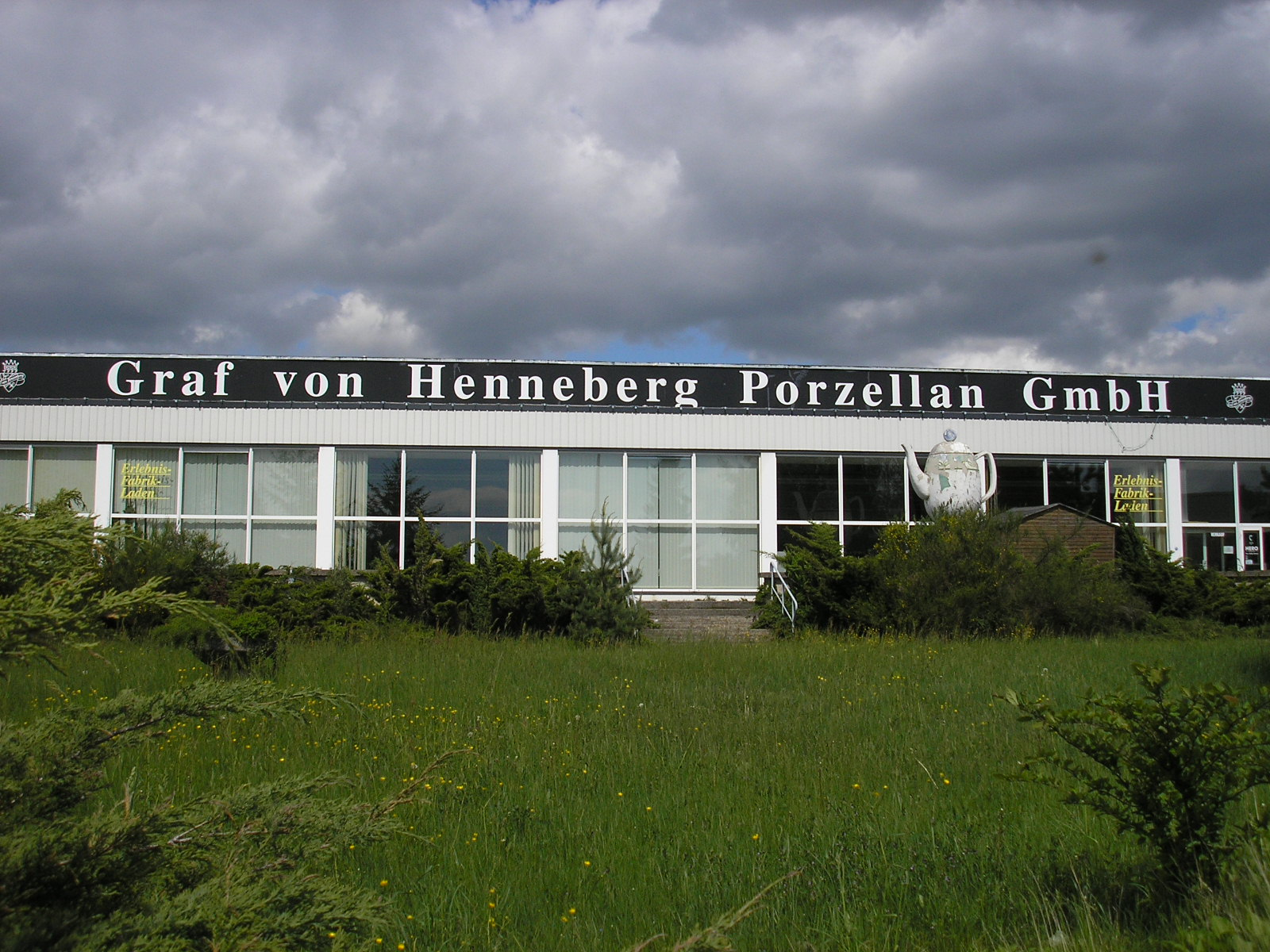
Werksverkauf
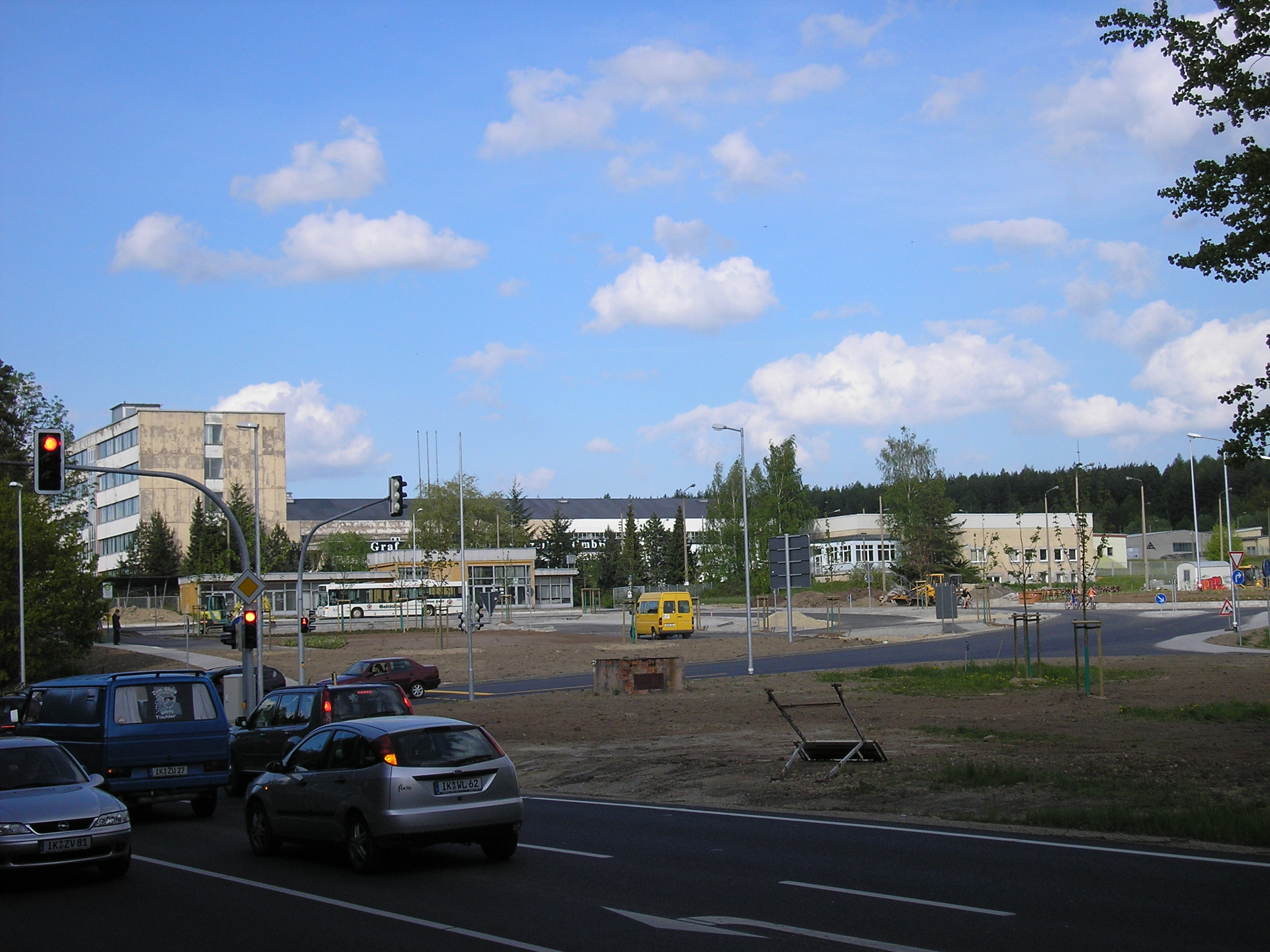
Gesamtansicht

## Medienecho (Auswahl)
- Christian Gehrke: Alte Porzellanfabrik in Ilmenau vor dem Abriss / Ilmenau (Ilmkreis). Thüringer Aufbaubank ist wirtschaftlicher Eigentümer nach Besitzerinsolvenz. Entscheidung soll im Januar fallen. In: Thüringer Allgemeine vom 3. Januar 2014